# Khan
Pour les articles homonymes, voir Khan (homonymie).
Pour les articles ayant des titres homophones, voir Canne, Cannes (homonymie), Kann et Kahn.
Khan (mongol bichig : ᠬᠠᠨ translit. VPMC : qan / mongol cyrillique : хан, translittération MNS : khan) est un titre signifiant dirigeant en mongol et en turc. Le terme est parfois traduit comme signifiant souverain ou « roi ». Le féminin mongol de « khan » est « khatan ». La prononciation correcte du « kh » se rapprocherait de celle de la jota espagnole, ou du « h » aspiré français (Gengis Khan se prononce « tchingis khaan » avec un a long chez les Mongols khalkhas, cela ne signifie pas khan, mais khagan, titre d'empereur chez les peuples turco-mongols dans leur ensemble).

## Différents titres associés
Un khan contrôle un khanat.
Pour les empires ou khaganats, le titre de khagan (mongol : ᠬᠠᠭᠠᠨ qaɣan / khalkha : хаан khaan, ou parfois haan) est utilisé.
Popularisé par Gengis Khan, le titre de khan était pourtant déjà utilisé avant l'empire mongol. Selon René Grousset, les dirigeants jurchens auraient été les premiers à utiliser ce titre au Ve siècle. Les mandchous ont continué d'utiliser le titre de khan (han en mandchou) ; par exemple, Nurhachi était appelé Genggiyen Han. Les dirigeants des Göktürks (Turcs célestes), des Avars et des Khazars se servirent également du titre de kaghan. Dans la transcription en latin par Grégoire de Tours au VIe siècle, dans « Histoire des Francs » (Historiarum Francorum), du nom des dirigeants de l'empire hunnique au Ve siècle, était déjà gaganus,. Le nom est également attesté en latin au VIIIe siècle sous la forme cacanus dans l'Histoire des Lombards de Paul Diacre.
Les rois de Silla (-57 — 668), un ancien royaume de Corée, étaient nommés marib-khan. Ainsi le roi Naemul était-il appelé Nemul Marib-Khan.
Il a aussi été utilisé dans le Khaganat ouïghour (744-848), et continua de l'être par les descendants gengiskhanides tels que les dirigeants de la Horde d'or, ou les Ilkhanides. Ce fut aussi l'un des nombreux titres des sultans de l'empire ottoman (peuple turc) jusqu'au début du XXe siècle, ainsi que par des dirigeants de la Horde d'or et des états qui lui ont succédé.
Ailleurs le titre de khan a  été employé par les dynasties turques seldjoukides (XIe siècle au XIIIe siècle) du Proche-Orient pour désigner le dirigeant d'une cité, ou d'une nations, inférieur en rang à un atabey. 
Trois chroniques russes utilisent le titre de khan pour désigner le dirigeant de Kiev en 839 et 1186. C'est le seul cas connu d'un peuple sédentaire utilisant ce titre, suggérant des échanges culturels important avec les nomades Khazars. 
Les titres de khan et de khan bahadur (un rang au-dessus ; bahadur signifie « brave » en persan et est apparenté au baɣatur (khalkha : baatar), qui donne en russe : bogatyr’' furent également employés à titre honorifique en Inde au temps des Grands Moghols, et plus tard par le Raj britannique pour la noblesse, souvent en signe de loyauté envers la couronne.
Les personnes les plus célèbres à avoir porté le titre de khan furent les Mongols Gengis Khan et son petit-fils Kubilai Khan. En tant que dirigeants de l'Empire, ils portaient en fait tous le titre de khaan ou de khagan, parfois traduit en Grand Khan. Le premier fonda l'empire mongol et le second la dynastie Yuan, qui gouverna la Chine. En mai 1921 le général Roman Fedorovitch von Ungern-Sternberg reçut le titre de khan de Mongolie par le Khoutouktou.
De nombreuses castes pachtounes (Afghanistan, Pakistan) portent également le nom Khan. Le suffixe Khan, dans les noms de personnes dans des pays comme l'Inde, le Pakistan, le Bangladesh et l'Afghanistan provient très probablement de l'empire moghol, une dynastie turco-mongole qui a régné sur ces terres au cours de l'histoire. D'où le nom de nombreux acteurs bollywoodiens d'origine pachtoune: Shahrukh Khan, Aamir Khan et Salman Khan par exemple (tous trois aussi connus sous le nom the three khans).
Le titre de khan fut aussi porté par les souverains bulgares entre 681 et 864.
La signification du nom Gengis demeure controversée. Pour certains, il viendrait du mongol chinggis (ferme, puissant, loyal, cruel, etc. la signification variant d'une tribu mongole à l'autre). Pour d'autres, il serait dérivé du turc tangiz (océan ou mer).

## Littérature

### Littérature populaire contemporaine
Le titre khan est modifié en khal par George R. R. Martin dans la série d'heroic fantasy, Le Trône de fer. Le personnage tient à peu près le même rôle: il dirige une horde semblable à celles de l'Empire mongol, nommée Khalasar, et le titre de Khal échoit aux guerriers les plus redoutables Dothraki.
Dans le Cycle Drenaï de David Gemmell, le titre de khan est attribué à plusieurs personnages. Il est donné indifféremment aux chamans, unificateurs et chefs des tribus nadirs, un peuple fictif aux yeux bridés et vivant dans la steppe, que l'on peut comparer aux Mongols. Ulric est le plus connu des khans.